# Щеглюк Іван Михайлович
Іван Михайлович Щеглюк (нар. 20 січня 1987) — український футболіст, що грав на позиції нападника. Відомий за виступами в клубі української першої ліги «Прикарпаття» з Івано-Франківська.

## Клубна кар'єра
Іван Щеглюк розпочав займатися футболом в івано-франківському ВПУ-21. У 2004 році він знаходився у складі команди другої ліги «Чорногора» з Івано-Франківська, проте на поле не виходив. З початку 2005 року Щеглюк знаходився у складі львівських «Карпат», проте в головній команді так і не зіграв, і до 2007 року грав у складі фарм-клубу «Карпати-2» в другій лізі. У 2007 році футболіст перейшов до складу клубу першої ліги «Прикарпаття» з Івано-Франківська, в якому грав до кінця 2009 року, та провів у його складі 55 матчів, у яких відзначився 16 забитими м'ячами. На початку 2010 року Іван Щеглюк грав у польському нижчоліговому клубу «Спартакус» (Шароволя). З середини 2010 до 2018 року Щеглюк грав у складі аматорських клубів Івано-Франківської області. На початку 2022 року Іван Щеглюк виїхав до Австрії для виступів у місцевих аматорських клубах.